# گوشچیشوویتسه
گوشچیشوویتسه (به لهستانی: Gościeszowice) یک روستا در لهستان است که در گمینا نگگوسواویتسه واقع شده‌است.